# 心内膜炎
心内膜炎（英語：Endocarditis）是心脏的心内膜（心腔中的最深层的组织）引发的炎症，通常和心脏瓣膜有關。此外，心内膜炎也可能与室间隔、腱索、壁性心内膜（mural endocardium）或者心脏内植入设备的表面有关系。心内膜炎的特徵是其產生的病變，稱為贅生物，是包括血小板、纖維蛋白、微生物的微菌落及少量發炎細胞組成的細胞塊。若是亞急性的感染性心内膜炎，贅生物也可能會有肉芽腫的中心，可能是纖維化或是鈣化的。